# Samès d'Arménie
Pour les articles homonymes, voir Samès et Samos (homonymie).
Samos ou Samès d'Arménie (en arménien Շամուշ ; en grec Σάμος) est un roi orontide qui règne en Commagène.

## Origine
L'ascendance de Samès ou Samos demeure inconnue. Toutefois, selon Cyrille Toumanoff, il est peut-être le fils d'Orontès III/II.

## Règne
Cyrille Toumanoff identifie cependant Samos ou Samès avec le roi d'Arménie anonyme évoqué par Memnon d'Héraclée qui, après la mort de Nicomède Ier, roi de Bithynie, accueille vers 250 av. J.-C. son fils Zélas, dépossédé au profit des enfants d'Etazeta, la seconde épouse de son père. Après son exil en Arménie, Ziélas retourne réclamer son héritage à la tête d'une troupe de Galates tolistobogiens.
Samos est réputé être le fondateur éponyme de la ville de Samosate, la future « Antioche de Commagène », dont la première mention date de 245 av. J.-C..